# ستيفن هيل (رجل أعمال)
ستيفن هيل (بالإنجليزية: Stephen Hill)‏ هو منتج أفلام وشخصية أعمال أسترالي، ولد في 1962 في ملبورن في أستراليا.

## وصلات خارجية
- ستيفن هيل على موقع IMDb (الإنجليزية)